# فوم فلزی

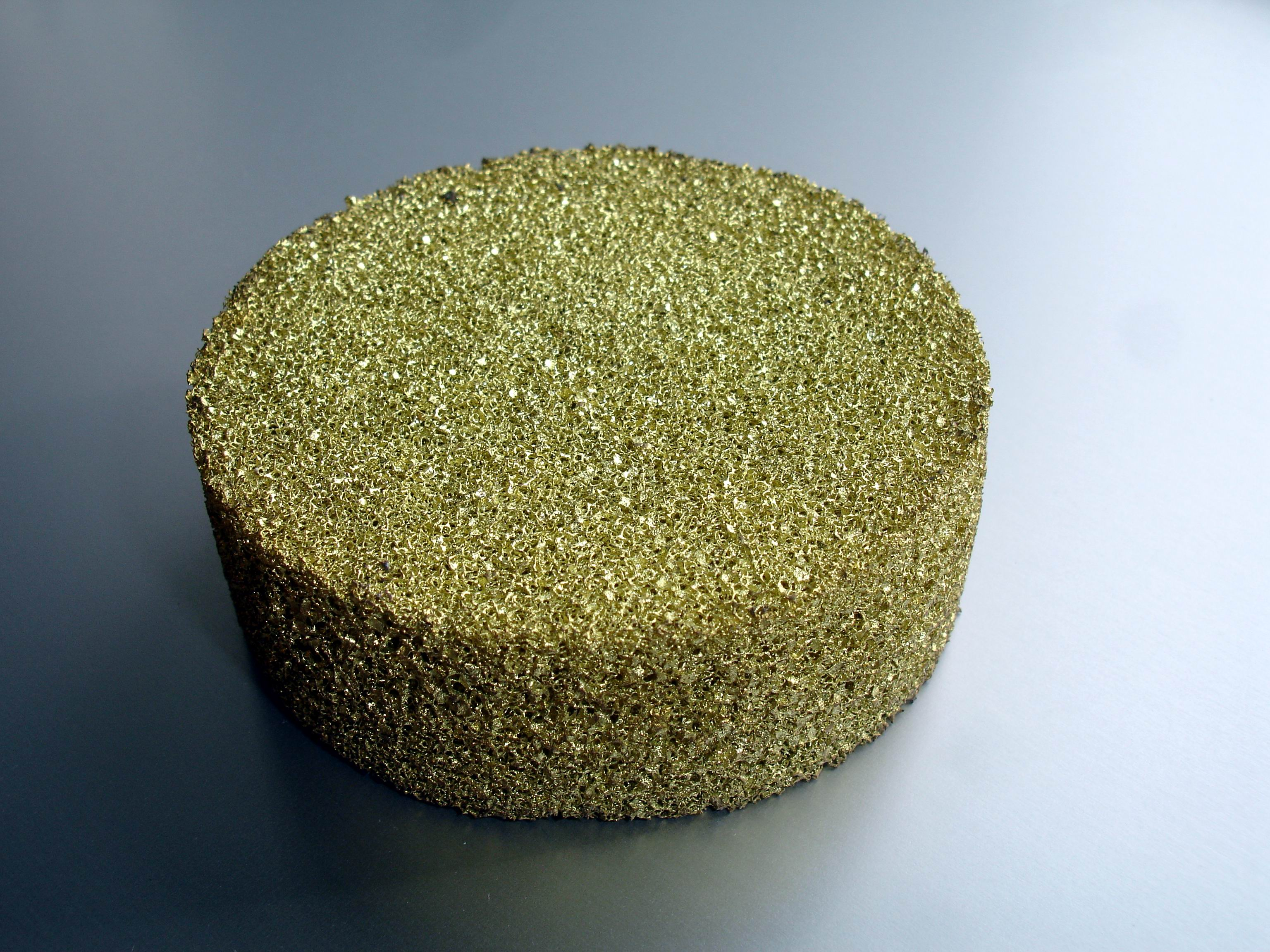
فوم آلومینیمی.

فوم‌های فلزی:

## مقدمه
مواد فومی خانواده از مواد نو به‌شمار می‌روند و بر اساس دسته‌بندی‌های اخیر مواد توسط مهندسین مواد گروهی جدید به‌شمار می‌رود. دانشمندان در سال‌های اخیر در تلاش برای ایجاد تخلخل در فلزات بودند که این تلاش‌ها منجر به تولید فوم‌های فلزی شد.

## تاریخچه
اولین تلاش برای رسیدن به فوم‌های فلزی سال ۱۹۸۴ انجام شد. (توسط بنجامین سوسنیک) روشی که این فرد به کار برد این بود که یک آلیاژ فلزی چند فازی را گرما داده تا یکی از اجزا بخار شده و بقیه اجزا فقط ذوب شدند و با برقراری فشار، گاز به وجود آمده از مایع خارج نمی‌شود و باسرد کردن ناگهانی، فومی جامد پر از منافذ به دست می‌آید؛ که در نهایت این فرایند به علت گران تمام شدن به‌طور وسیعی مورد استفاده قرار نگرفت.
در سال ۱۹۵۰ اولین سلول فوم فلزی باز تولید شد که شامل پراکندن آلومینیوم مذاب در دانه‌های توده نمکی فشرده شده است که بعد از آن با روش‌های مختلفی نمک را حل کرده تا منفذهایی باقی بماند.
این متد از متد قبلی قابل اطمینان‌تر بوده اما همانند متد قبلی استفاده گسترده از آن امکان‌پذیر نبود.
استفاده از عامل فومی به سال ۱۹۵۹ برمی گردد. در آن زمان گروهی تصمیم گرفتند برای تولید فوم فلزی، فلز پودری را با پودر فلز فومی مخلوط کنند. بر این اساس که در دمای ذوب عامل فومی تجزیه شده و به صورت گاز درآمده و باعث ایجاد فوم فلزی می‌شود. فلز هیدروژن دار (مخصوصاً هیدرات تیتانیوم) که در دمای پایین به سهولت به فلز و گاز هیدروژن تجزیه می‌شود در این روش بسیار کاربرد دارد.
چهار سال بعد تحقیقاتی نسبتاً وسیع انجام شد که روشی بود که در آن عامل فوم‌ساز را مستقیماً به فلز نیم‌گداخته اضافه می‌کردند. سود این روش تولید بسیار ارزان‌تر بود.

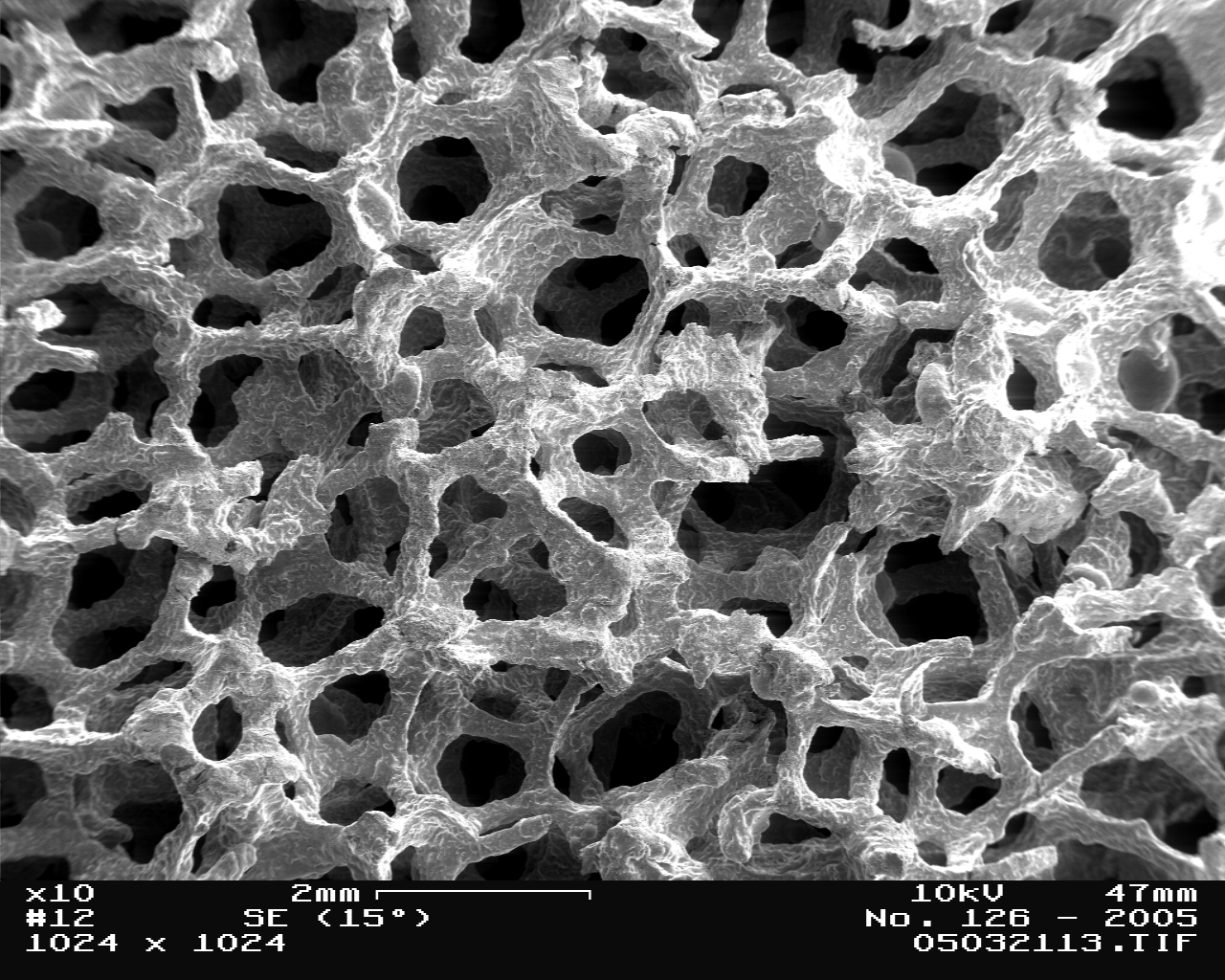
فوم فلزی سلول باز

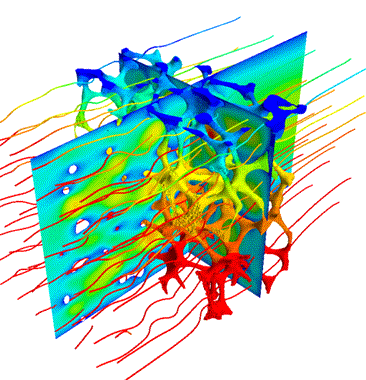
شبیه‌سازی انتقال گرما سیال گرم عبوری با فوم فلزی سلول باز

## روش تولید
روش ساختن فلزات فوم شده به چهار دسته مهم تقسیم می‌شود:
دسته اول: مربوط به فوم هاییست که در حقیقت تنها ترکیباتی از موادی هستند که برای تولید فضاهای خاص استفاده می‌شوند. به عنوان مثال: پودرهای فلزی یا فیبرهای متراکم. فوم‌هایی که با این روش ساخته می‌شوند از کیفیت پایینی برخوردارند نوع قابل اعتمادتر تولید نفوذی است که در آن اشکال متخلخل ساخته می‌شوند و فلزهای آب شده به داخل آن اشکال در قالب‌ها ریخته می‌شود و سپس قالب‌ها را جدا می‌کنند چون می‌توان هر چه قدر خواست زمان صرف ساختن یک قالب عالی و بی‌نقص نمود. این روش برای ساختارهای کیفیت بالای فوم‌های سلول باز استفاده می‌شود و نکته منفی این روش گران تمام شدن آن و پیچیده بودنش است و تنها برای ساختن اندازه‌های کوچک فوم مناسب هستند.
دسته دوم :روش دیگر بر اساس پودر است. فلزهای پودر شده و عوامل فوم‌ساز (مواد شیمیایی که در هنگام واکنش گاز آزاد می‌کنند) با هم مخلوط شده و فشرده می‌گردند با حرارت دادن مخلوط بالا در دمای ذوب فلز، فوم تولید می‌شود.
دسته سوم :یک نوع سلول بسته در حدود ۳ میلی‌متر فوم سلول هسته با حفره‌های حدود ۸۰ درصد تا کنون ارزان‌ترین نوع تولید فوم روش آب کردن است. در این روش نوعی گاز به فلز آب شده چسبناک تزریق شده و تولید حفره می‌کند و فلز به تدریج خنک می‌شود و فوم می‌سازد. گرچه این روش ارزان است اما کیفیت بسیار خوبی ندارد زیرا نمی‌توان فاصله بین سلول‌ها را کنترل کرد.
دسته چهارم :روش‌های دیگری نیز هستند گرچه فوم‌هایی با حفره‌های کمتر یا کیفیت پایین‌تری تولید می‌کنند. از جمله این روش‌ها سرد کردن سریع فلز اشباع شده توسط هیدروژن است بدین صورت که وقتی فلز اشباع می‌شود هیدروژن آزاد شده و تولید حفره می‌کند چون سرد شدن در یک جهت ویژه اتفاق می‌افتد حفره‌ها معمولاً طولانی و موازی در جهت سرد شدن هستند که البته این یک نقطه ضعف است زیرا این مواد بیش از آنکه فوم مانند باشند کندو مانند هستند.

## ویژگی‌ها و خصوصیات فوم‌های فلزی
خاصیت ویژه و استثنایی در مورد فوم‌های فلزی قدرت بالا، سختی، چگالی بسیار پایین، توانایی جذب مقادیر بالای انرژی با تحمل فشار در هر جهت و… است. همچنین در مورد فوم‌های سلول باز سطح دسترسی سطحی بسیار بالا در کنار استحکام مکانیکی قابلیت‌های طراحی بسیاری را به مهندسین می‌دهد.

## کاربرد
این مواد به دلیل استحکام بالا و وزن کم در صنعت حمل و نقل بسیار مورد توجه هستند و به دلیل قابلیت جذب انرژِی بالا به عنوان عایق صوت مورد استفاده قرار می‌گیرند. فوم‌های فلزی به دلیل جاذب انرژی بودن در ساخت سپر اتومبیل مورد استفاده قرار می‌گیرند که علاوه بر کاربردهای اشاره شده، در صنایع هوافضا و سایر صنایع مورد استفاده قرار می‌گیرند.
فوم‌های آلومینیمی ساختار متخلخلی دارند. از این رو، ترکیب‌هایی بسیار مناسب در جذب صدا، ضربه و نوسان به‌شمار می‌روند. طبیعت فلزی این مواد سبب می‌شود که به عنوان پوشش‌های الکترومغناطیسی که در دماهای بالا پایدارند، مورد استفاده قرار گیرند. افزون بر خواص مناسب مکانیکی، گرمایی، فیزیکی و صوتی این مواد، غیر آلاینده بودن بازیافت آن‌ها را نیز می‌توان بر برتری‌های دیگر این ترکیب‌ها افزود. همهٔ این ویژگی‌ها سبب شده‌است که این ماده برای استفاده در بخش‌های گوناگون صنعتی بسیار مناسب باشد.

## فوم آلومینیم
آلومینیم شاید اولین و اصلی‌ترین ماده‌ای باشد که فوم آن ساخته شده‌است. فوم آلومینیمی امروزه کابرد بسیاری در صنایع مختلف از جمله اتومبیل، هوا فضا و … دارد.

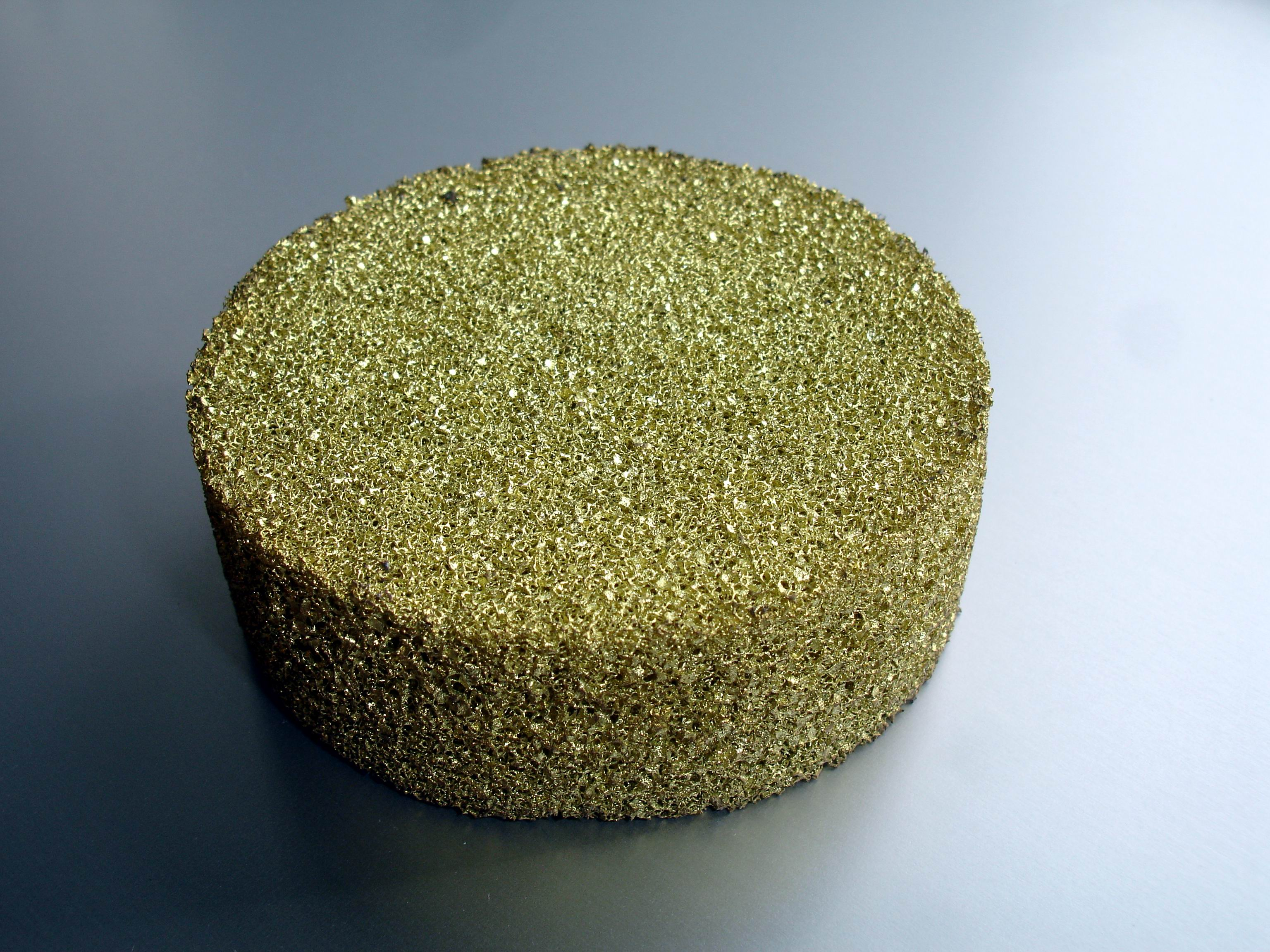
فوم آلومینیمی.

## فوم کردن فلزات دیگر
تا امروز تقریباً تمام تحقیقات متمرکز در فوم‌های آلومینیومی بوده‌است (به خاطر چگالی پایین و مقاومت در برابر خوردگی و نقطه ذوب پایین که کار با آن را آسان می‌کند) این فوم‌ها عمدتاً از آلومینیم تولید می‌شوند و به تدریج فوم‌های دیگر فلزات مانند فولاد، مس، نیکل، سرب، روی، منیزیم، تیتانیم و… ساخته شد. در هر حال فوم‌های آهن، نیکل، سرب نیز تولید شده‌اند. فوم‌های نیکل را به عنوان فیلترهای شیمیایی به کار می‌گیرند. دیگر فوم‌ها کیفیت مشکوکی دارند و در حال حاضر موضوع تحقیقات دانشمندان هستند.

## نگارخانه

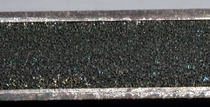
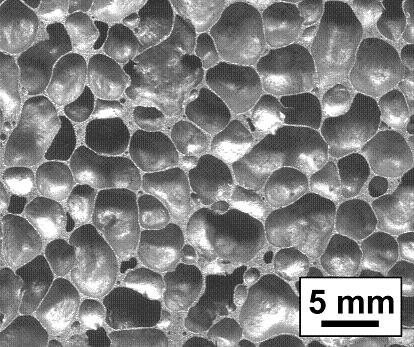
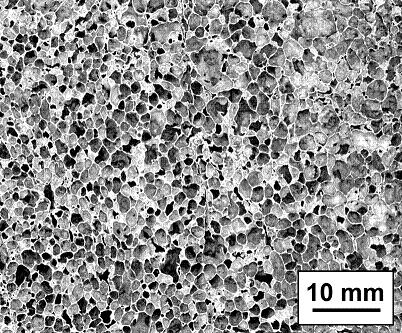
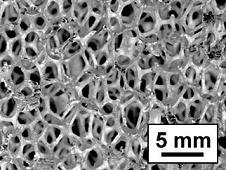
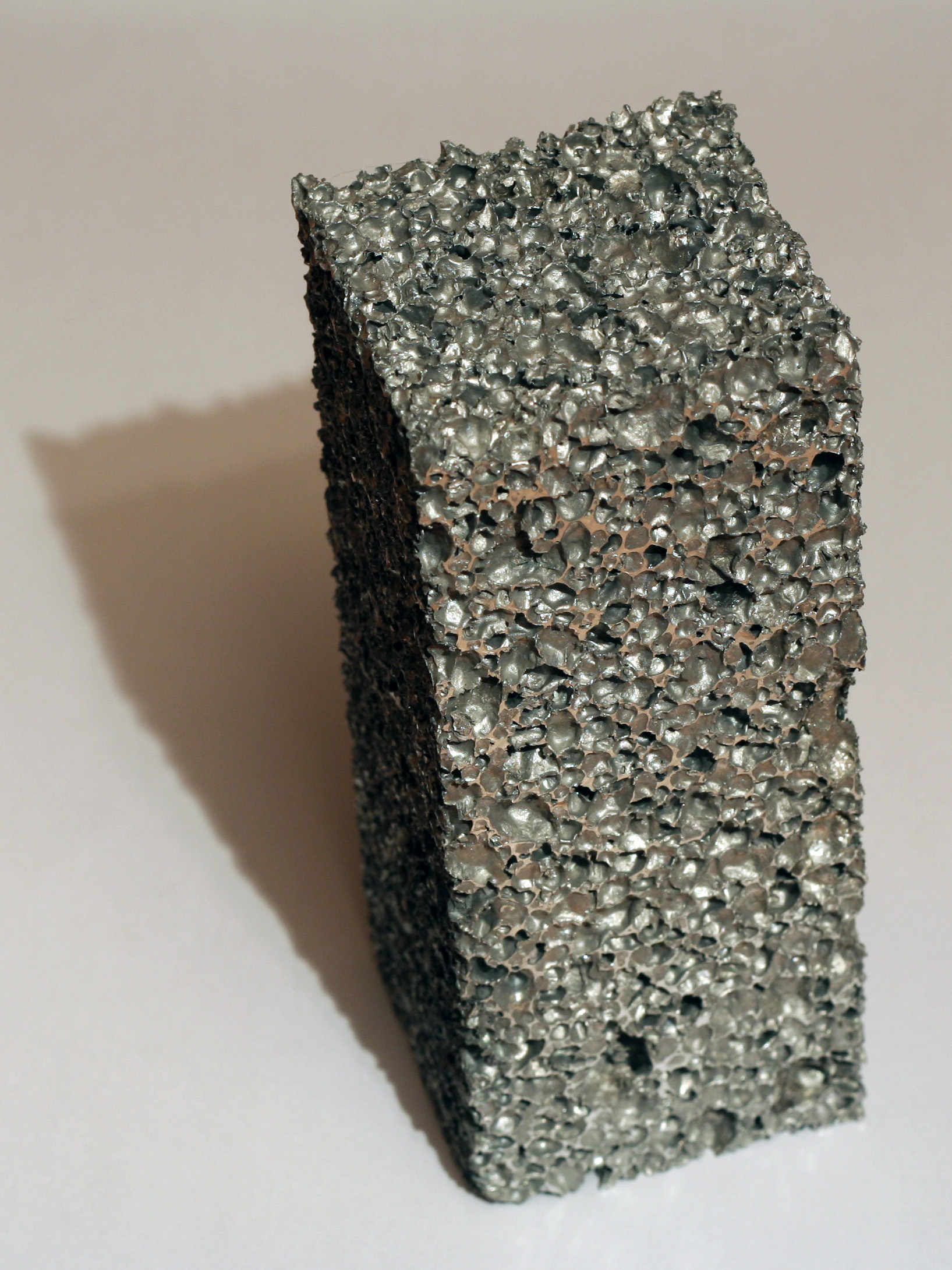
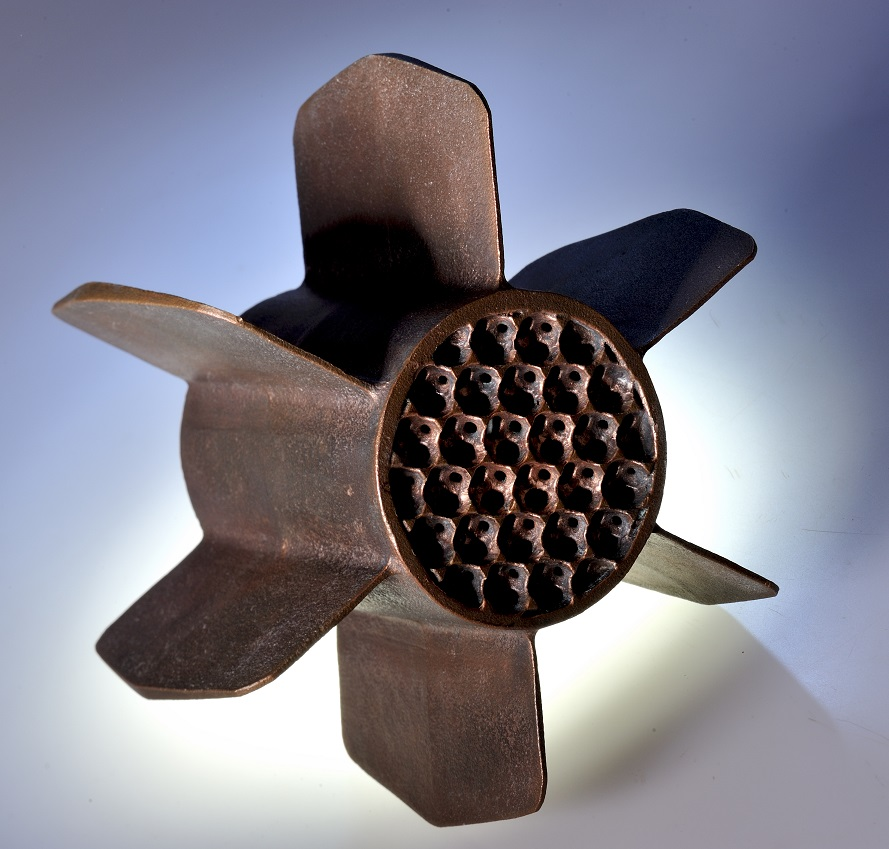
Heat sink with copper foam
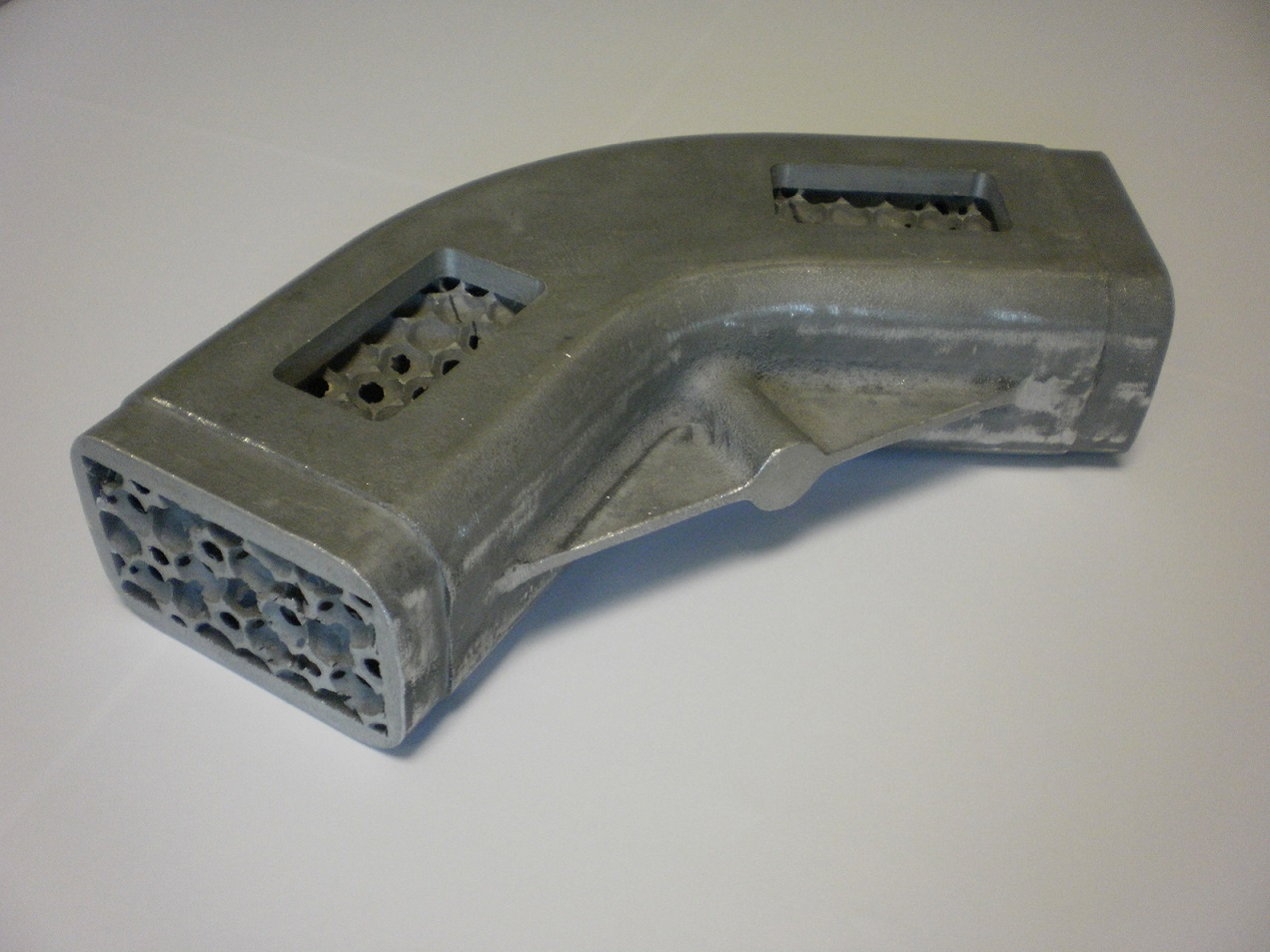
Crash box including Aluminium foam
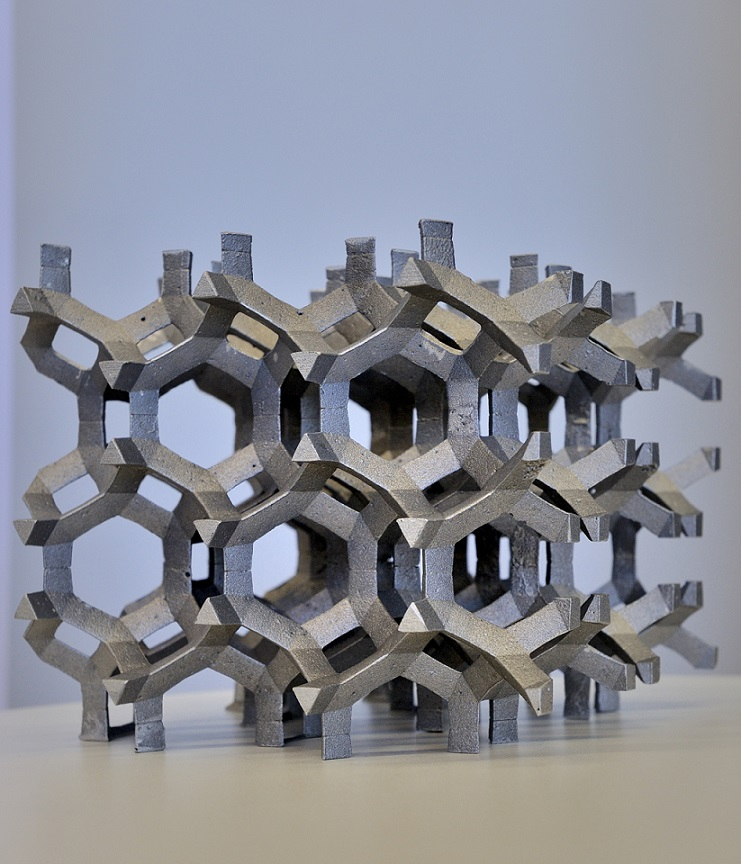
Aluminium foam with big porosity
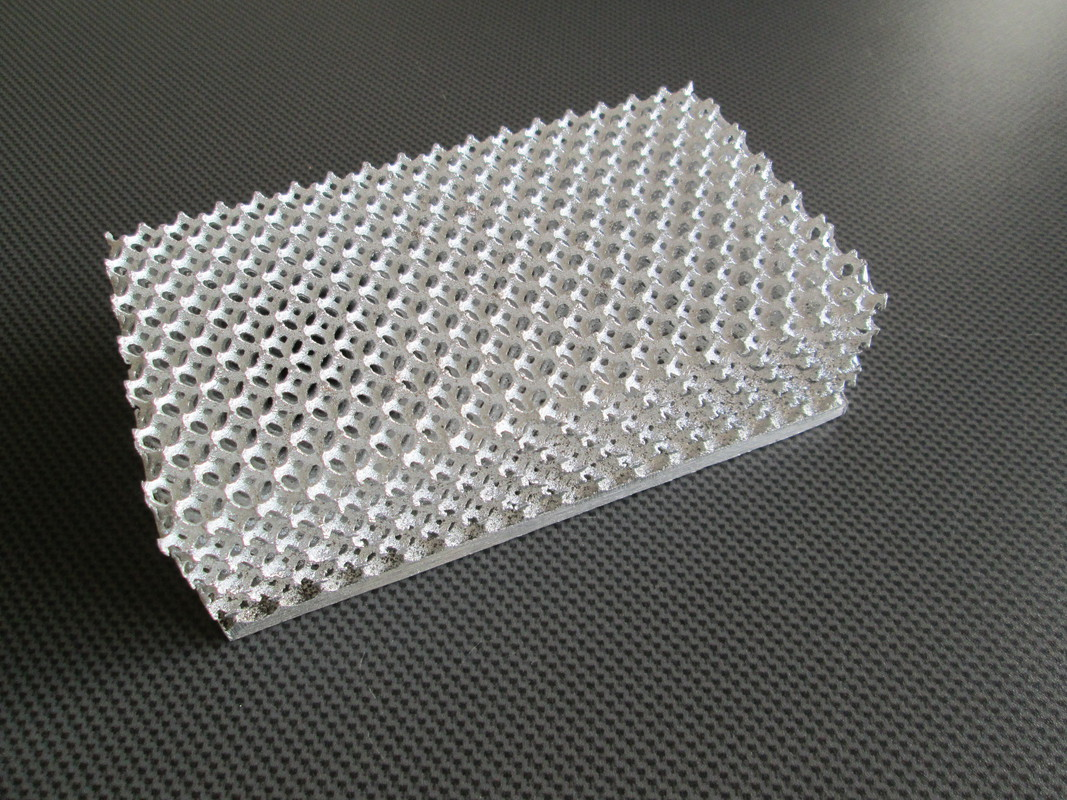
Aluminium foam with aluminium sheet
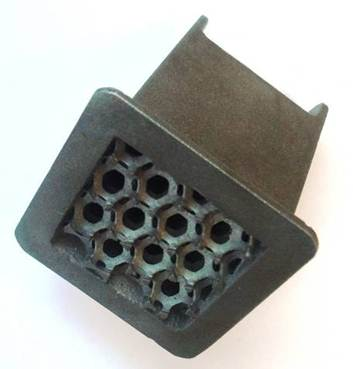
Header - steel metal foam